# Pelecopselaphus viridiventris
Pelecopselaphus viridiventris es una especie de escarabajo barrenador metálico del género Pelecopselaphus, de la superfamilia Buprestoidea, orden Coleoptera. Fue descrita por Cobos en 1957.
Fue publicada en Cobos A. Séptima nota sobre Bupréstidos neotropicales. Sobre los Chalcophorini Kerremans, de América meridional, con descripción de un nuevo género y dos nuevas especies. Archivos de Instituto de Aclimatación 6:191-198, 1 plate. (1957). Se distribuye por la ecozona del Neotrópico.